# رهاب الثقوب
رهاب الثقوب (الاسم العلمي: Trypophobia) وتنقحر إلى تريبوفوبيا، هو الخوف من رؤية ومواجهة الأشياء التي تحتوي على ثقوبٍ صغيرة مثل نخاريب النحل والدبابير وثقوب الإسفنج والأشجار والنباتات أو الجسم والفطائر وغيرها.

## التسميَّة
صيغَّ الاسم الإنجليزي "Trypophobia" عام 2005 في الولايات المتحدة من أصلٍ يوناني، ويتكون من مقطعين، بادئة "Trypo-" وتعني ثُقب صغير، ولاحقة "-phobia" وتعني فوبيا أو خوف.

## العلامات والأعراض
تتفاوت ردود الفعل تجاه المثيرات لدى الأشخاص الذين يعانون من رهاب الثقوب، وتتراوح بين المعتدلة والشديدة. غالبًا ما تكون الاستجابة الأساسية هي الاشمئزاز أو الخوف، وتتضمن ردود فعل جسدية وعاطفية.
تشمل الأعراض الجسدية الشائعة ما يلي:
- القشعريرة والشعور بأن شيئًا يزحف على الجلد.
- نوبات الهلع.
- التعرق وخفقان القلب.
- غثيان أو قيء.
- اهتزاز الجسم.
- الشعور بالحكة.

أما الأعراض العاطفية فتشمل الشعور بالانزعاج الشديد، والقلق، والرغبة في الابتعاد عن الصورة أو الشيء المثير للرهاب.

## الأسباب
على الرغم من أن رهاب الثقوب غير معترف به رسميًا كاضطراب نفسي في الدليل التشخيصي والإحصائي الخامس (DSM-5)، إلا أن هناك عدة نظريات علمية تحاول تفسير أسبابه المحتملة، ومعظمها يركز على أساس تطوري.

### الارتباط بالحيوانات الخطرة
إحدى أبرز النظريات، التي اقترحها الباحثان جيف كول وأرنولد ويلكينز، تفترض أن الانزعاج من تجمعات الثقوب هو رد فعل تطوري غريزي للحماية من الحيوانات السامة. حيث لاحظوا أن الخصائص البصرية للصور المثيرة لرهاب الثقوب (مثل التباين العالي والتكرار) تتشابه مع أنماط جلود بعض أخطر الكائنات في الطبيعة، مثل الأخطبوط الأزرق الحلقات، وبعض أنواع الثعابين والعناكب. وبناءً على ذلك، قد يكون هذا الرهاب بقايا لآلية دفاعية قديمة في الدماغ تحذر الإنسان من الخطر المحتمل.

### الارتباط بالأمراض المعدية والطفيليات
تقترح نظرية أخرى أن هذا الرهاب هو استجابة مفرطة لتجنب الأمراض. فالعديد من الأمراض المعدية والطفيلية تترك علامات على الجلد تشبه تجمعات الثقوب أو النتوءات، مثل الجدرى، أو الحصبة، أو الإصابة بيرقات ذبابة النبر. وبالتالي، قد يكون الاشمئزاز من هذه الأنماط آلية دفاعية متجذرة لتجنب العدوى والأمراض.

## المجتمع والثقافة
لم يكن رهاب الثقوب معروفًا على نطاق واسع حتى انتشاره كظاهرة على الإنترنت. مصطلح "Trypophobia" نفسه هو لفظ مستحدث (neologism) يُعتقد أنه ظهر لأول مرة في عام 2005 في أحد المنتديات الإلكترونية، وهو ليس تشخيصًا طبيًا رسميًا.
اكتسب المفهوم شهرة عالمية بعد ظهوره في وسائل الإعلام والثقافة الشعبية. أبرز مثال على ذلك كان في عام 2017، عندما جعله الموسم السابع من المسلسل التلفزيوني الأمريكي قصة رعب أمريكية: الطائفة (American Horror Story: Cult) جزءًا رئيسيًا من حبكته، حيث كانت الشخصية الرئيسية تعاني من هذا الرهاب. كما استخدمت الحملة الترويجية للمسلسل صورًا تحتوي على ثقوب بشكل مكثف، مما أثار جدلاً واسعًا ونشر الوعي حول هذه الظاهرة.